# Meg LeFauve
Meg LeFauve es una guionista y productora de cine estadounidense, reconocida por crear el guion de las exitosas películas animadas The Good Dinosaur y Inside Out.

## Carrera
LeFauve comenzó su carrera cinematográfica como productora y presidenta de Egg Pictures, la compañía cinematográfica de Jodie Foster. Durante ese tiempo, LeFauve produjo películas que fueron nominadas para un Emmy, un Golden Globe, y recibió un premio Peabody por la película de Jane Anderson, The Baby Dance. LeFauve produjo The Dangerous Lives of Altar Boys para Egg Pictures. Protagonizada por Kieran Culkin, Jodie Foster y Vincent D'Onofrio, la película obtuvo a críticas entusiastas y ganó el Premio IFP Spirit 2003 a la Mejor Película.
LeFauve fue mentora en el laboratorio de escritura de Meryl Streep y actualmente es consultora de Screen New South Wales, Screen Australia y Film Victoria. Ha sido mentora en el Sundance Creative Producer Lab y es miembro de la junta y participante recurrente en CineStory Script Sessions. LeFauve ha enseñado en la AFI y se desempeñó como copresidenta del Programa de Productores de Posgrado en la Escuela de Cine y Televisión de la UCLA, donde enseñó clases de historia y desarrollo de nivel maestro durante más de siete años.
Fue nominada para el Premio de la Academia al Mejor Guion Original por coescribir el guion para Inside Out de Pixar. Fue nominada a los Primetime Emmy Awards en 1999 por producir The Baby Dance. También produjo la película de 2002 The Dangerous Lives of Altar Boys y escribió el guion de The Good Dinosaur (y también coescribió la historia). LeFauve actualmente está escribiendo el guion de la película de acción Captain Marvel junto a Nicole Perlman.

## Premios y nominaciones
Premios Óscar
| Año  | Categoría            | Película  | Resultado |
| ---- | -------------------- | --------- | --------- |
| 2016 | Mejor guion original | Del revés | Nominado  |